# Немухин, Александр Николаевич
Александр Николаевич Немухин (1892 — май 1964) — российский и советский лыжник, советский художник-плакатист. Заслуженный мастер спорта СССР (1939). Отличник физической культуры и спорта (1947). Награжден орденом «Знак Почета» (1936).

## Биография
Родился в апреле 1892 года.
Выступал за Москву: с момента создания (1910) — за Сокольнический кружок лыжников, после 1922 — за другие клубы, включая ЦДКА. Один из пионеров лыжного спорта в России; в 1913 году вместе с Павлом Бычковым первым из россиян выступил на международных соревнованиях — Северных играх в Стокгольме.
Основные спортивные достижения:
- 1911 — чемпионат России — гонка на 30 км — 3-е место;
- 1912 — чемпионат России — гонка на 30 км — чемпион;
- 1926 — чемпионат СССР — гонка на 60 км с общим стартом — 2-е место,
  - комбинированная эстафета — чемпион (в составе сборной Москвы).

В 1927, 1928 и 1933 выигрывал первенство СССР в старшей возрастной группе (старше 35 или 32 лет).
Участник лыжных пробегов:
- 1911/1912 (4 участника) — маршрут Москва — Санкт-Петербург (680 вёрст) — 12 суток 6,5 ч;
- 1926/1927 (4 лыжника клуба Октябрьской революции; другие — Дмитрий Васильев, Владимир Савин и Борис Дементьев) — маршрут Москва — Ленинград — Гельсингфорс — Стокгольм — Осло (2150 км) — 35 дней, из них 29 ходовых;
- январь 1936 — маршрут Ленинград — Москва (724 км) — 8 суток 11 ч — повторение перехода 1911 года (в обратном направлении) в том же составе, все 4 участника были награждены орденами «Знак Почёта» (28.02.1936[3]).

Также увлекался футболом, выступал за ряд московских команд.
Учился в Строгановском училище, по профессии — художник-график. Работал учителем рисования, в советское время рисовал плакаты на спортивные темы Автор эскизов нагрудных знаков к званию «заслуженный мастер спорта», учреждённому в 1934 году, и званию «заслуженный тренер СССР». Также автор эскиза значка «Отличник физической культуры и спорта» и ряда других спортивных эмблем и знаков отличия.
Во время Гражданской войны — инструктор военно-лыжной подготовки Всевобуча.
Скончался в мае 1964 года.

### Семья
Был женат, сын Игорь — спортивный журналист.